# Etika
데스먼드 대니얼 아모파(영어: Daniel Desmond Amofah, 1990년 5월 12일 ~ 2019년 6월 19일)는 Etika(에티카)라는 예명으로 알려진 미국의 유튜버, 인터넷 방송인, 모델이다. 닌텐도 다이렉트 프레젠테이션에 대한 과장된 반응으로 가장 잘 알려져 있다.

## 생애
1990년 5월 12일에 뉴욕 브루클린에서 가나 출신 법조인 겸 정치인인 오우라쿠 아모파(Owuraku Amofah)의 아들로 태어났다. 2011년부터 2015년까지 모델 활동을 하다가 2012년에 유튜버로 데뷔했다. 특히 닌텐도에 중점을 맞춘 동영상으로 화제를 모으기도 했다. 2018년에 유튜브 메인 채널이 폐쇄되기 이전에 유튜브와 트위치 채널에서 800,000명 이상의 구독자를 보유했으며 "EtikaFRFX"로 알려진 2번째 유튜브 채널을 만든 이후에는 몇 달 만에 구독자 130,000명을 모으면서 더 많은 수익을 올렸다.
아모파는 몇 달 동안에 걸쳐 정신 질환의 징후를 보이면서 여러 차례 자살을 시도했고 2019년 6월 19일 저녁에 자신이 정신 질환과 자살 시도가 있었음 시인하는 '사과 동영상'을 유튜브에 업로드하고 잠적했다. 그의 시신은 6월 24일 뉴욕 경찰서에 의해 이스트리버에서 발견되었는데 맨해튼 다리에서 뛰어 내린 것으로 추정되었다. 2019년 6월 26일에는 뉴욕 수석 의료 검시관 사무실이 아모파가 익사하여 자살했다고 결정했다.

## 같이 보기
- 디지털 미디어 사용과 정신건강
- 유튜버 목록